# Fingal-barlang
A Fingal-barlang egy abráziós barlang Staffa szigetének déli partján; a Belső-Hebridák egyik fő turisztikai nevezetessége. A víz felől jól látható bejáratú barlangot már a történelem előtti időkben is ismerték a környék lakói és a tengerészek. „Hivatalos” felfedezésének éve 1772: ekkor tette közzé első tudományos igényű leírását sir Joseph Banks természettudós.

## Nevének eredete
Sir Joseph Banks nevezte el ma is ismert nevén Fingal morveni királyról, aki James Macpherson eposzában Osszián apja volt.

## Földtani környezete, kialakulása
Staffa tengerből kiemelkedő része egy paleocén időszaki bazalt lávaár, amit azonos összetételű tufaréteg fed le. A bazalt oszlopos elválású, az oszlopok három–nyolc-, a leggyakrabban hatszögűek.
Az abrázió (a hullámok pusztító munkája) a három–nyolc-, a leggyakrabban hatszöges, oszlopos elválású bazaltból körben a tengerparton látványos, úgynevezett bazaltorgonát alakított ki. A kisebb földtani törésvonalak mentén a hullámok összetördelték az oszlopokat, és a tenger hosszan behatolt a sziget belsejébe, miközben a lávaárat fedő tufaréteg épségben megőrződött. Így alakultak ki a sziget barlangjai; a Fingal mellett a Boat és a Mackinnon.

## Leírása
A barlang 69 m hosszú, a bejáratánál 13 m (20 m) széles és 20 m magas.
Csak apály idején látogatható, mert dagálykor bejárata a vízszint alá kerül. Az ilyenkor bentrekedteknek meg kell várniuk a következő apályt, hogy szárazon kijuthassanak. Mivel ilyenkor a napsugárzás nem jut közvetlenül a barlangba, azt a tengervízen átszűrődő fény sejtelmes kék színbe burkolja.

## Kulturális jelentősége
Neve nyelven skót gael nyelven Uamh-Binn azaz Dallam-barlang. Ezt a nevet azért kapta, mert a sziklákon megtörő hullámoknak az üreg falairól többszörösen visszaverődő (és különösen vihardagály idején nagyon erős) hangja valósággal zenei hatást kelt. A hullámverés sajátos hangzása alapján komponálta Mendelssohnt Hebridák-nyitány c. művét (op. 26.), amelynek alcíme is ez (Fingal-barlang). Az 1829-ben írt nyitány divatba hozta a barlangot, amit már 1831-ben felkeresett a festő William Turner. Néhány későbbi látogató:
- Viktória királynő
- Jules Verne: A francia író A zöld sugár című regényében leírta egy turistacsoport látogatását a Fingal-barlangban. A regény drámai csúcspontja a barlangban éjszakázó utazók, miközben kint egy orkán tombol. A regény első kiadása Léon Benett metszeteit tartalmazza, amelyek Fingal barlangját mutatják be.
- John Keats[5]

## Képek

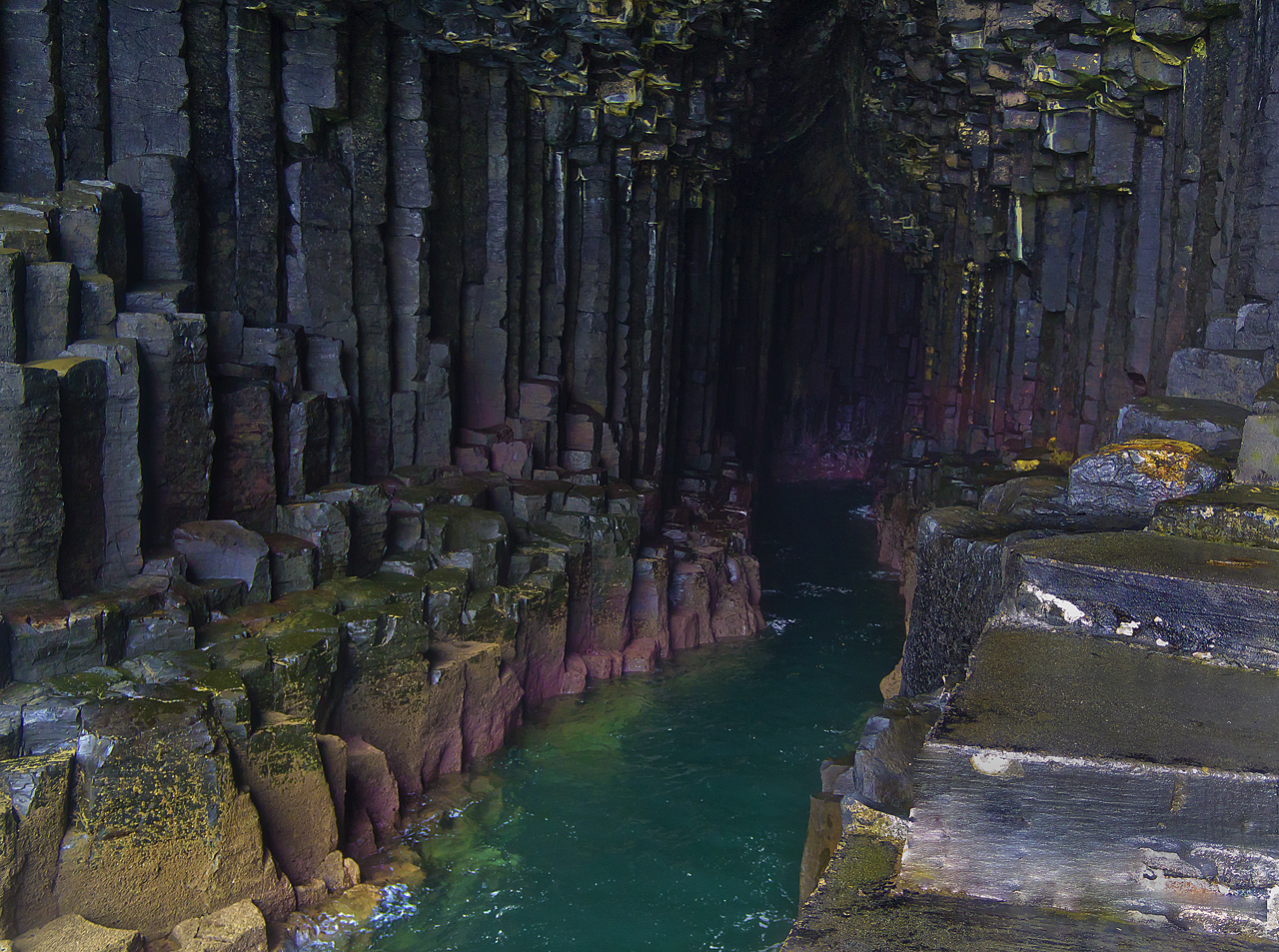
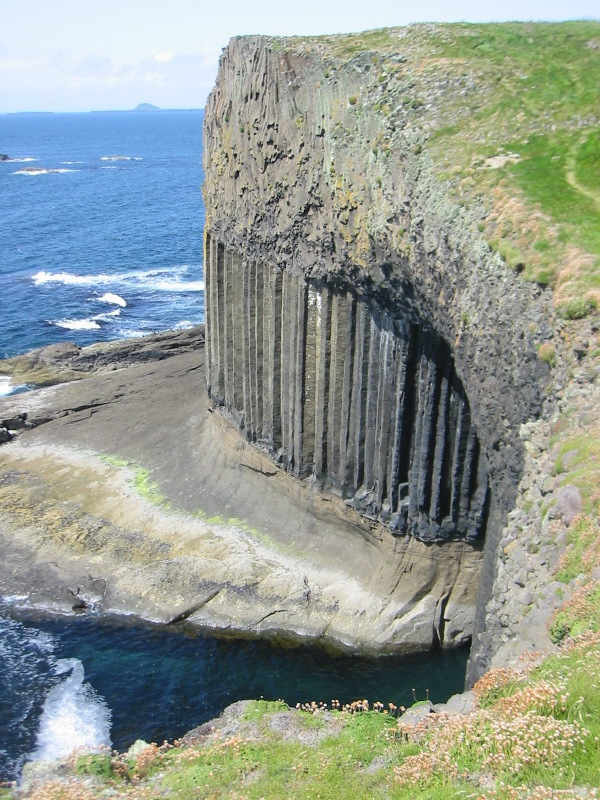
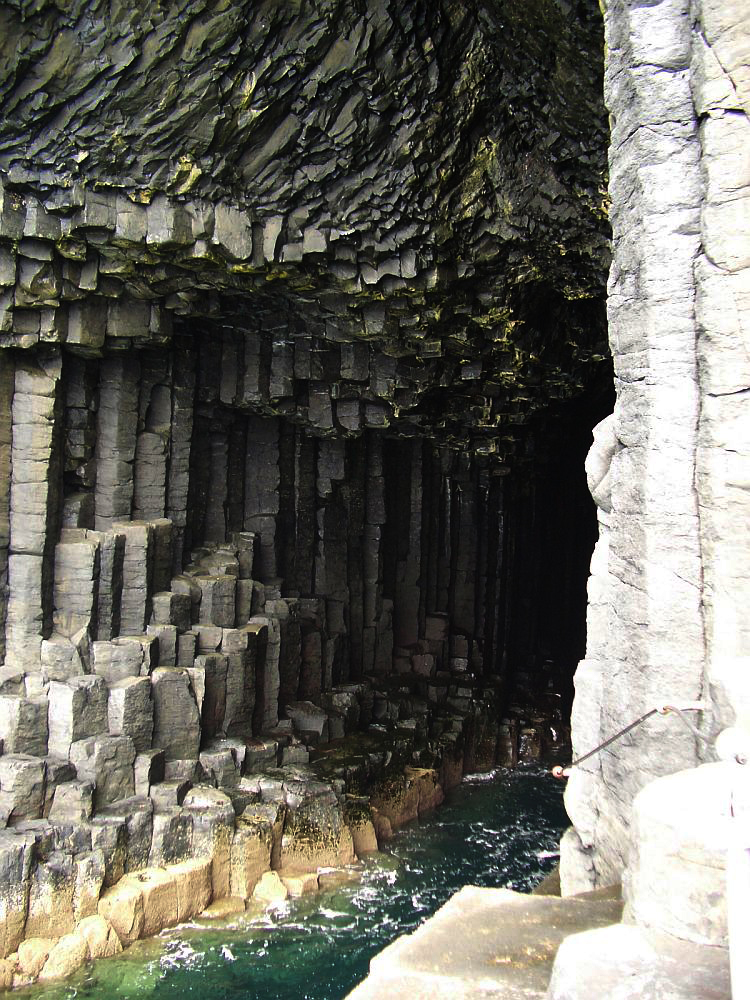
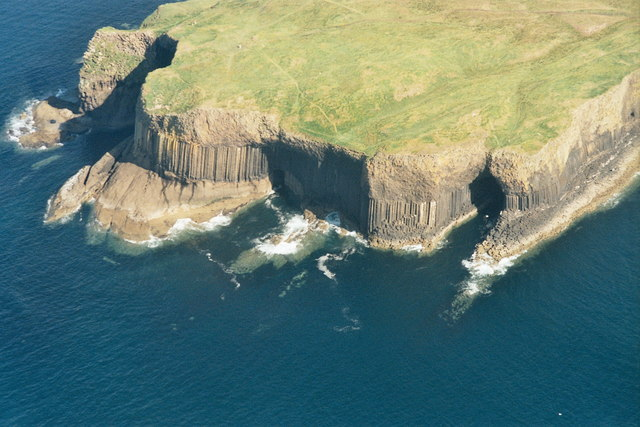
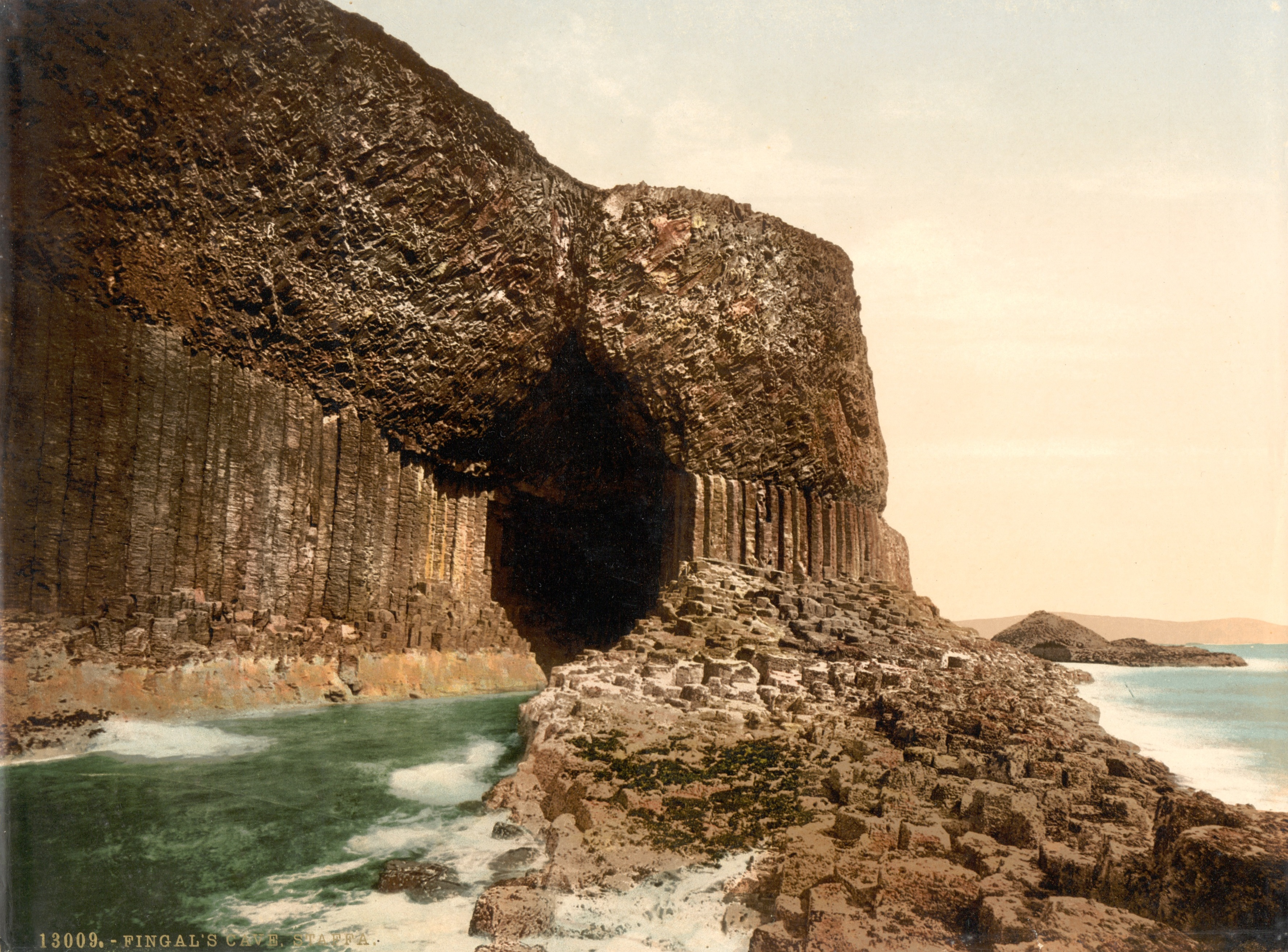
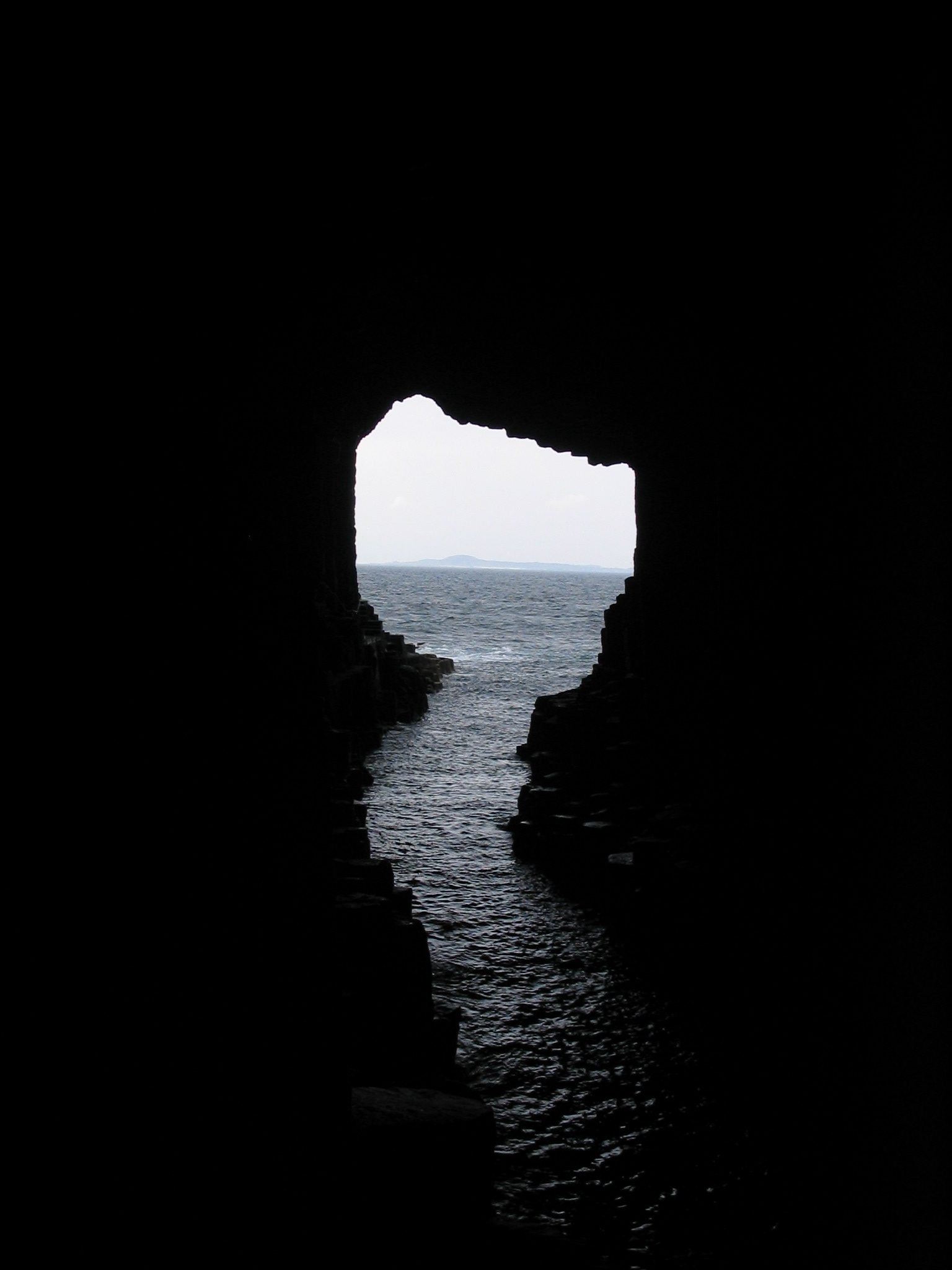